# 郭志丕
郭志丕主教（英語：The Right Reverend Dr Timothy Chi-pei Kwok，1959年—），已婚，育有二子。1968年在聖多馬堂領洗，1974年於慈光堂領受堅振。聖公會東九龍教區於2014年3月30日在聖三一座堂當選東九龍教區次任主教。他於2014年11月23日被祝聖為主教，及翌晚在聖三一座堂舉行東九龍教區主教陞座禮。

## 學歷
郭志丕擁有英國紐卡素大學（University of Newcastle Upon Tyne）教育哲學學士學位、牛津大學威克里夫學堂（Wycliffe Hall, University of Oxford）神學證書、肯特大學（University of Kent）哲學碩士（牧養神學）學位，以及於2014年獲伯明翰大學（University of Birmingham）哲學博士學位，研究文化復和。

## 牧職[3]
郭志丕在1988年9月21日獲聖公會港澳教區按立為會吏，翌年9月18日被按立為牧師；1988至1994年期間擔任青山聖彼得堂助理聖品，1995年起出任該堂主任牧師，2011年10月30日在獲諸聖座堂派立為法政牧師。他被按立為主教前，曾同時任教省總議會議員（聖品院）教區代表、西九龍教區議會執行書記、常備委員會委員、財政委員會委員、憲章小組組員、牧養專責小組顧問、諸聖座堂聯絡委員會教區代表、聖西門呂明才中學校董會副主席、蒙恩小學校監、青山聖彼得堂幼稚園及幼兒中心校董會主席及聖西門幼兒中心校董。他現任教省常備委員會委員、牧養專責委員會主席、神學教育專責委員會委員、聖品考核專責委員會委員、社會服務專責委員會增選委員、香港聖公會基金教區代表；此外又是明華神學院校董、常務成員及牧養神學及輔導學講師。
郭志丕曾任宗教教育中心主任 （1995-2005） 及文林出版有限公司總裁 （1995-2005），現時仍任宗教教育中心顧問、委員會委員、家庭事工主任及文林出版有限公司董事以及聖雅各福群會執行委員會委員；他也是香港聖公會福利協會康恩園服務指導委員會委員及園牧。
在普世聖公宗及跨宗派經驗方面，郭志丕曾任香港基督教協進會宣教人才及培訓委員會委員，現為香港啓發課程顧問。

## 爭議
郭志丕有親共背景，被揭發不當使用教會資源，擅自在禱文僭建支持國安法、引入中國醫生字句。